# 福岡 (小惑星)
福岡 (ふくおか、8159 Fukuoka) は小惑星帯に位置する小惑星。北海道の北見観測所で、円舘金と渡辺和郎が発見した。
島根県の三瓶自然館のスタッフで、山陰天文協会で活躍する福岡孝から命名された。